# Israel Adesanya
Israel Mobolaji Adesanya, född 22 juli 1989 i Lagos, är en nigeriansk-nyzeeländsk MMA-utövare som sedan 2018 tävlar i organisationen Ultimate Fighting Championship där han sedan april 2023 är världsmästare i mellanvikt. Adesanya har även tävlat i boxning och kickboxning.